# South Windham (Maine)
South Windham statisztikai település az USA Maine államában, Cumberland megyében. Lakosainak száma 1215 fő (2020. április 1.).

## Népesség
A település népességének változása:

| 2010 | 1 374 |
| 2020 | 1 215 |